# Aïn Ferah
Aïn Ferah (em árabe: عين فراح) é uma cidade e comuna localizada na província de Mascara, Argélia. Segundo o censo de 2008, a população total da cidade era de 5 816 habitantes.